# NGC 6072
NGC 6072 ist ein 11,7 mag heller planetarischer Nebel im Sternbild Skorpion auf der Ekliptik und etwa 3000 Lichtjahre von der Erde entfernt.
Er wurde am 7. Juni 1837 vom britischen Astronomen John Herschel mit einem 18-Zoll-Spiegelteleskop entdeckt, der dabei „pF, R, vgvlbM, 1′, with left eye slightly mottled, but not resolved“ notierte.
Untersuchungen im Infrarot im Jahr 2009 mithilfe des Spitzer-Weltraumteleskops zeigten eine multipolare Struktur mit einer equatorialen Scheibe und deuteten auf ein Temperatur des Zentralsterns von 115.000 Kelvin hin. Hochaufgelöste Aufnahmen im nahen und mittleren Infrarot mit dem James-Webb-Weltraumteleskop im Jahr 2025 zeigen die Verteilung von Molekülen beziehungsweise von Staub im Nebel; die so erfassten Strukturen legen nahe, dass es im Zentrum zumindest ein zweifach-Sternsystem gibt.

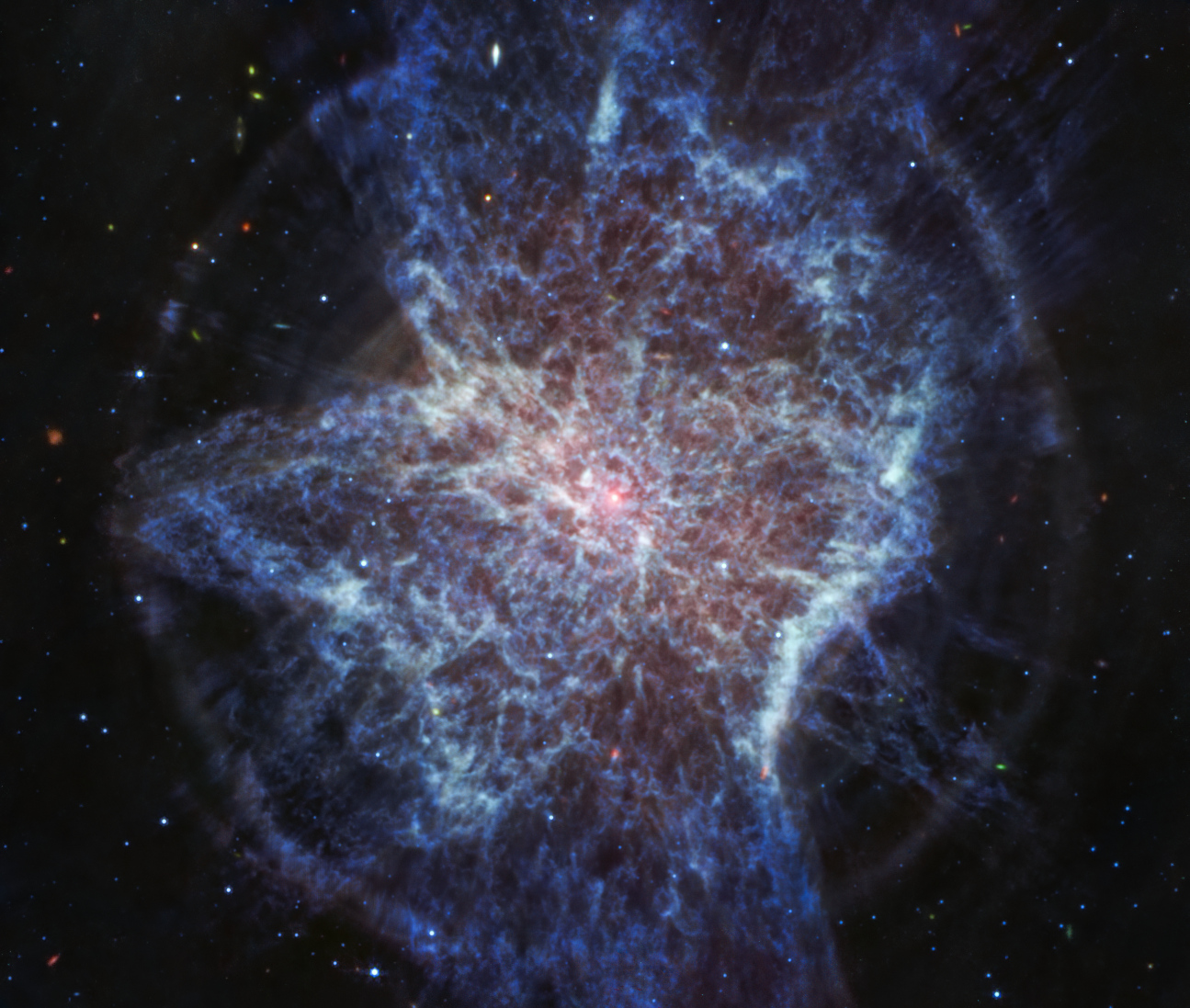
NGC 6072 im mittleren Infrarot, James Webb-Weltraumteleskop, Staub erschient bläulich.